# Toyota Voltz
Toyota Voltz – kompaktowy samochód osobowy sprzedawany przez japońską firmę Toyota (poprzez NUMMI) w latach 2004-2006 na rynku rodzimym. Montaż odbywał się we Fremont w Kalifornii, za pierwowzór posłużył Pontiac Vibe. Voltz dostępny był wyłącznie jako 5-drzwiowy hatchback. Do napędu używano benzynowych silników R4 o pojemności 1,8 l. Napęd przenoszony był na oś przednią (opcjonalnie AWD) poprzez 6-biegową manualną bądź 4-biegową automatyczną skrzynię biegów.

## Dane techniczne (1ZZ-FE)

### Silnik
- R4 1ZZ-FE 1,8 l (1794 cm³), 4 zawory na cylinder, DOHC
- Układ zasilania: wtrysk
- Średnica cylindra × skok tłoka: 79,00 mm × 91,50 mm
- Stopień sprężania: 10,0:0
- Moc maksymalna: 132 KM (97 kW) przy 6000 obr./min
- Maksymalny moment obrotowy: 170 N•m przy 4200 obr./min

## Dane techniczne (2ZZ-GE)

### Silnik
- R4 2ZZ-GE 1,8 l (1796 cm³), 4 zawory na cylinder, DOHC
- Układ zasilania: Wtrysk
- Średnica cylindra × skok tłoka: 82,00 mm × 85,00 mm
- Stopień sprężania: 11,5:0
- Moc maksymalna: 190 KM (140 kW) przy 7600 obr./min
- Maksymalny moment obrotowy: 180 N•m przy 6800 obr./min